# Josef Klír

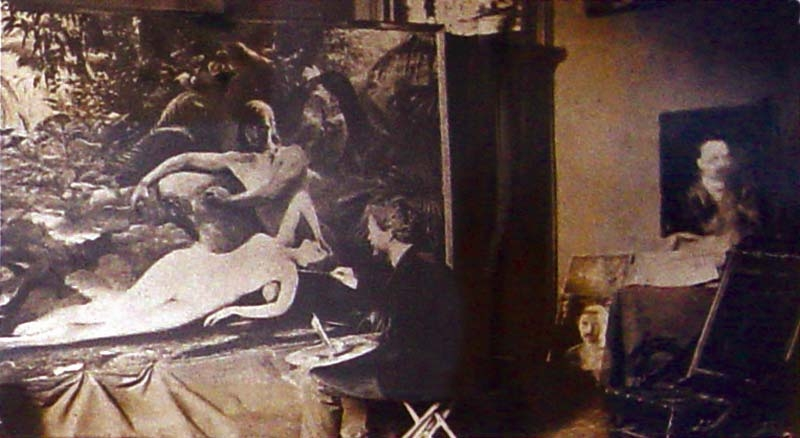
Josef Klír při práci v ateliéru v USA (kolem roku 1889)

Josef Klír (2. března 1860 Kožlany – 30. listopadu 1916 Brno) byl český malíř a pedagog.

## Život
Narodil se v Kožlanech jako druhorozený syn v rodině truhláře Josefa Klíra. V letech 1866–1872 navštěvoval trojtřídní obecnou školu v Kožlanech a již tam rozpoznal učitel jeho kreslířské a výtvarné vlohy a doporučil rodičům, aby ho dali na další studia. V roce 1872 nastoupil do šestileté reálky v Rakovníku, kde jej vyučovali i Zikmund Winter a prof. kreslení Engelbert Jindřich. Ten měl také hlavní podíl na tom, že rodiče dali souhlas, aby se dal zapsat na pražskou Akademii výtvarných umění. Roku 1874 složil předepsané zkoušky a byl přijat do tzv. elementární třídy. V roce 1878 studium v Praze přerušil a odjel za bratrem do Düsseldorfu, kde studoval celý školní rok 1879/80 na düsseldorfské malířské akademii. Poté se opět vrátil na pražskou akademii, kde pokračoval ve studiu u prof. Františka Sequens. 
Poprvé vystavoval roku 1883 na výstavě Krasoumné jednoty na Žofíně v Praze, kde zaujal obrazem s názvem Miláček, jehož reprodukce byla následně zveřejněna ve Světozoru, a o rok později obeslal opět výstavu na Žofíně obrazem Malá Dollinka, jehož reprodukce byla opět otištěna ve Zlaté Praze. Posluchačem akademie zůstal Josef Klír až do roku 1887, kdy dostal stipendium od Společnosti vlasteneckých přátel umění. 
V roce 1887 nastoupil na vlak do Hamburku a pak lodí do New Yorku, kde zprvu vystupoval jako rychlomalíř a následně cestoval po Spojených státech, až se dostal do Chicaga, kde se trvale usadil. Zařídil si zde ateliér a stal se učitelem na tamější „art school“ (umělecké škole). Působil tam rovněž jako umělecký malíř a portrétista a portrétoval několik desítek osob, a to převážně z řad českých vystěhovalců. V roce 1889 se malíř Josef Klír spolu s architektem Františkem Lajerem zúčastnili soutěže na návrh pomníku padlým Čechům ve válce Severu proti Jihu pro hřbitov v Chicagu. Jejich návrh pod heslem „Pro novou vlast“ získal první cenu a záhy byl realizován. Za zvláštní zásluhy bylo pak přiznáno Josefu Klírovi 2. září 1893 státní občanství Spojených států severoamerických se všemi právy a povinnostmi. 
Po pětiletém pobytu v Americe a po světové výstavě v Chicagu, na které vystavoval své obrazy, se vrátil přes Londýn a Paříž do Prahy. V roce 1897 pak nabídl Václav Kounic Klírovi zrestaurování slavkovské zámecké galerie a malíř nabídku přijal. Roku 1898 se oženil s Boženou Soldánovou, přestěhoval se do Slavkova a na zámku si zřídil ateliér. Později nastoupil na České technice v Brně jako asistent technického kreslení u profesora Hanuše Schwaigera a tam pracoval až do konce svého života. Zemřel na tuberkulózu koncem listopadu roku 1916 v zemské nemocnici v Brně a byl pohřben na slavkovském hřbitově.

## Výstavy (výběr)

### Autorské
- 1889 – Josef Klír, Historické muzeum, Slavkov u Brna

### Společné
- 1884 – Krasoumná jednota v Praze, Palác Žofín, Praha
- 1893 – světová výstava v Chicagu
- 1895 – Umělecká beseda: 7. vánoční výstava, Topičův salon, Praha
- 1896 – Umělecká beseda: 8. vánoční výstava, Topičův salon, Praha

## Galerie

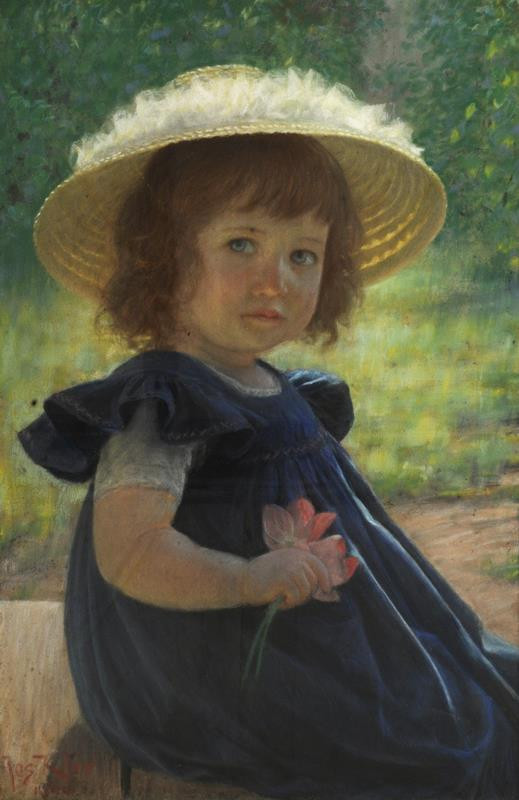
Dceruška umělce
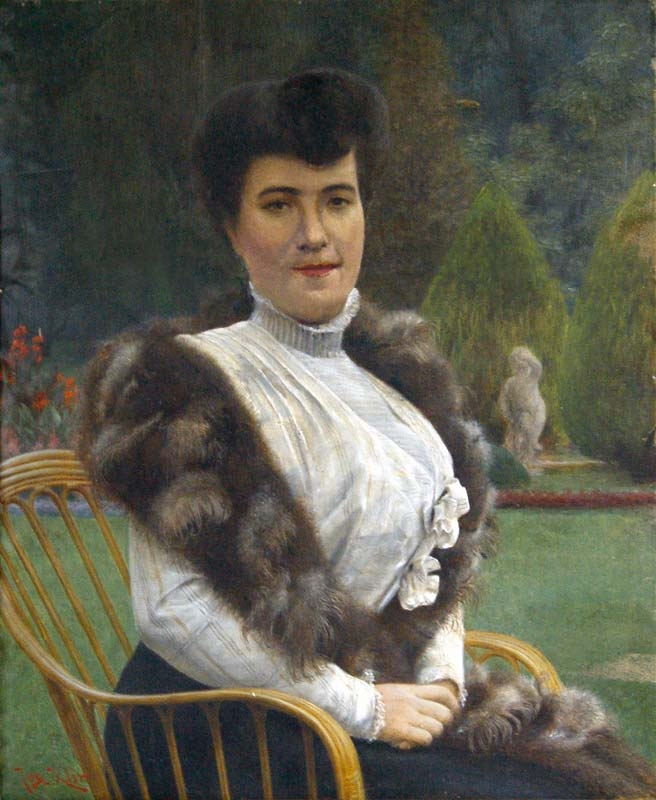
Josefína Kounicová
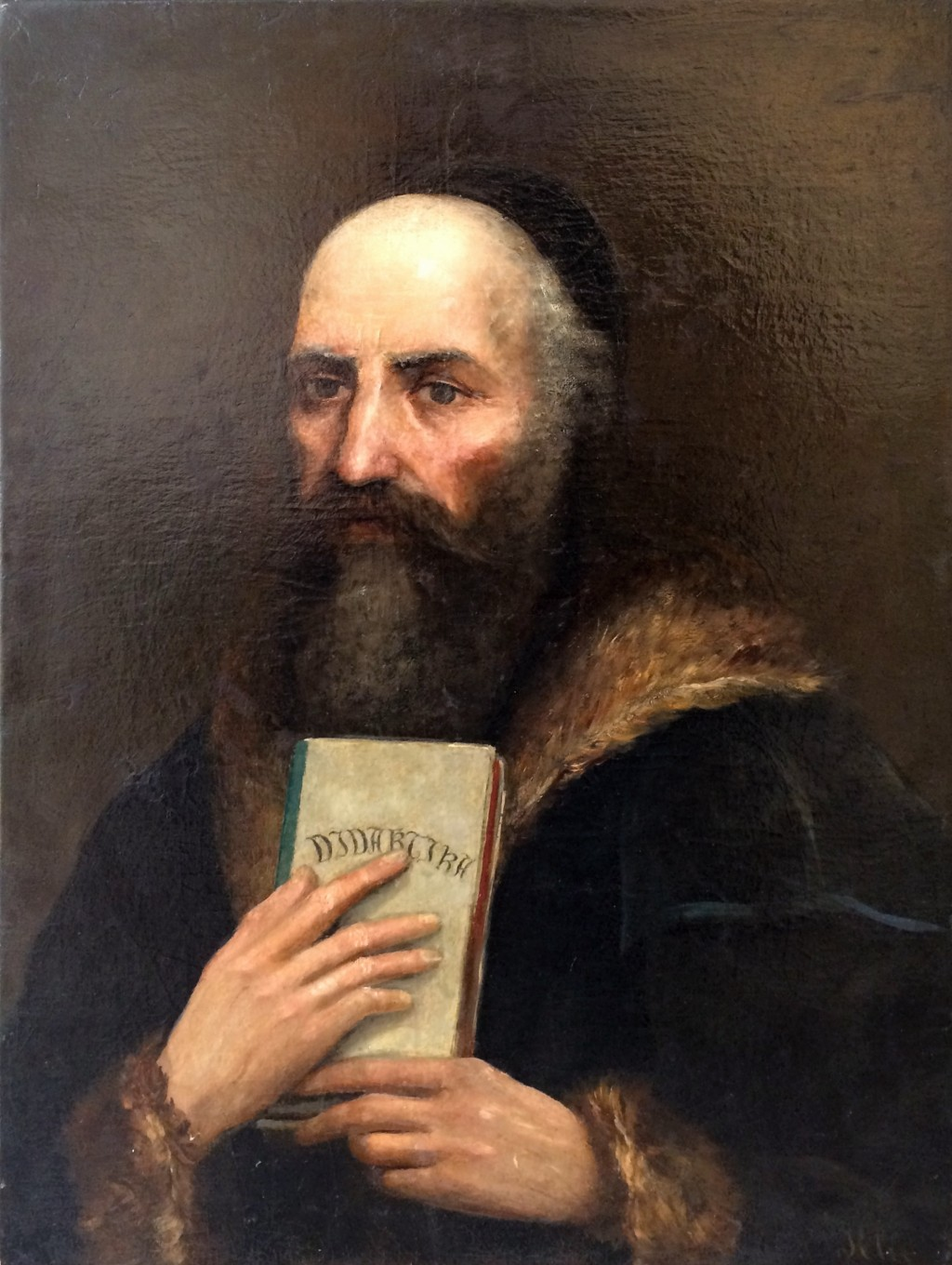
Portrét J. A. Komenského
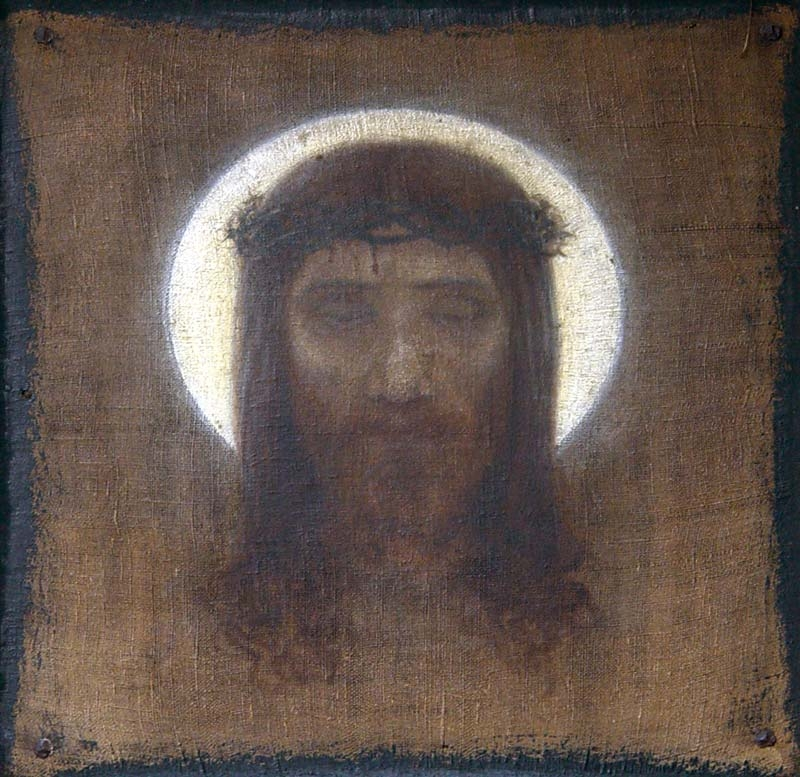
Ježíš Kristus
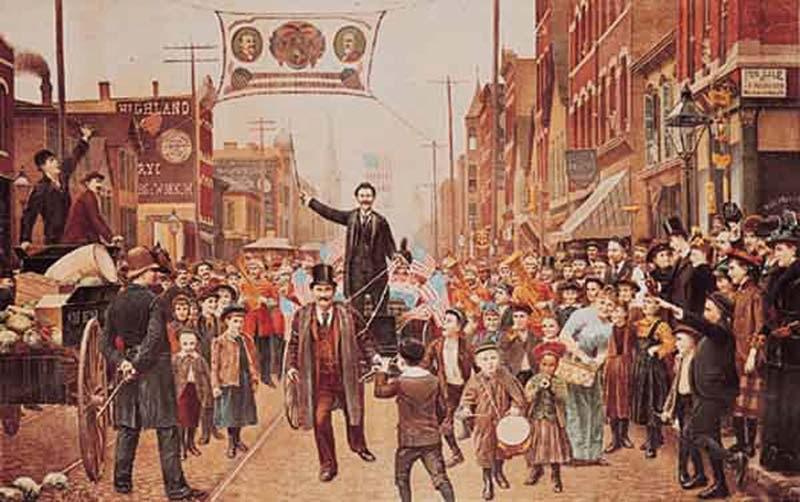
Prohraná sázka (The lost bet)
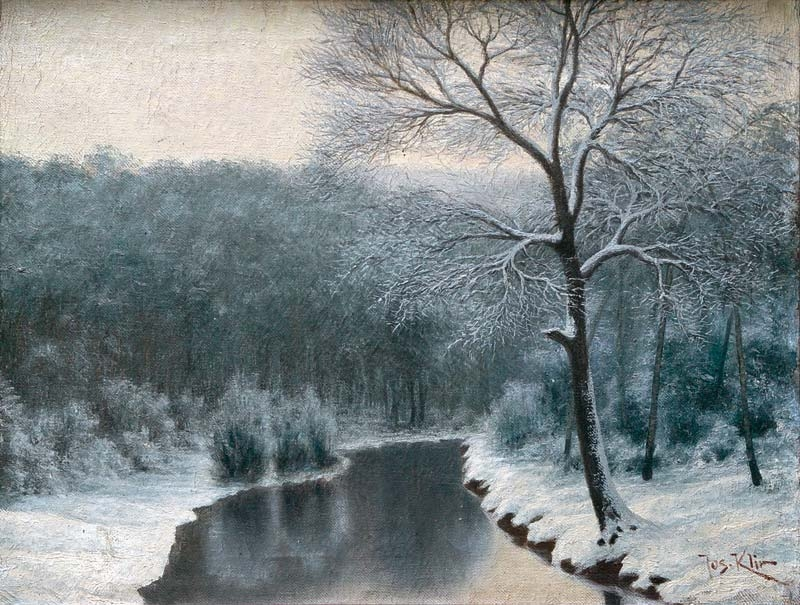
Zimní krajina
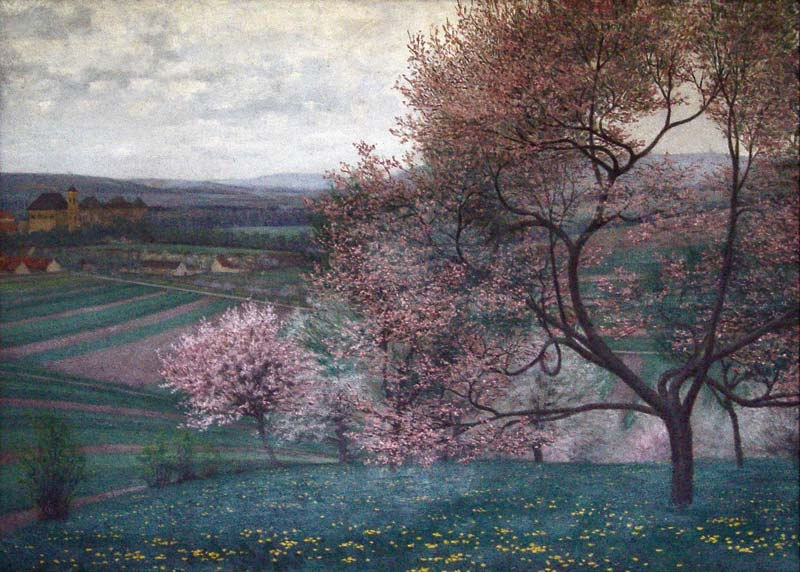
Jarní Slavkov
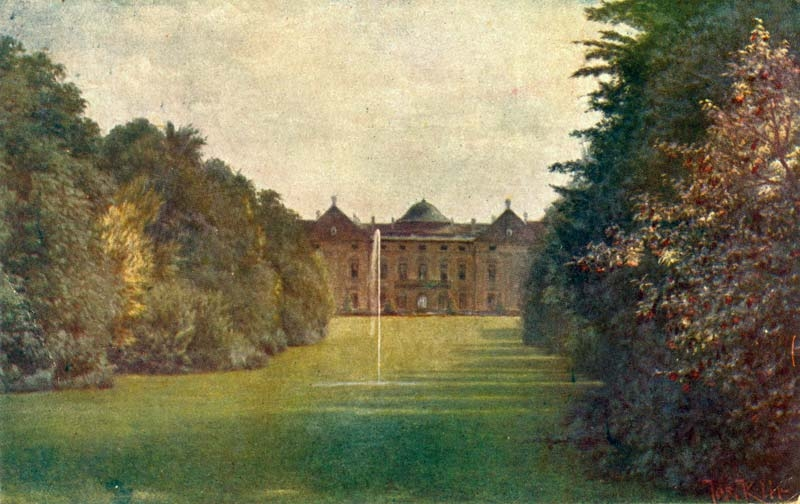
Zámek s parkem
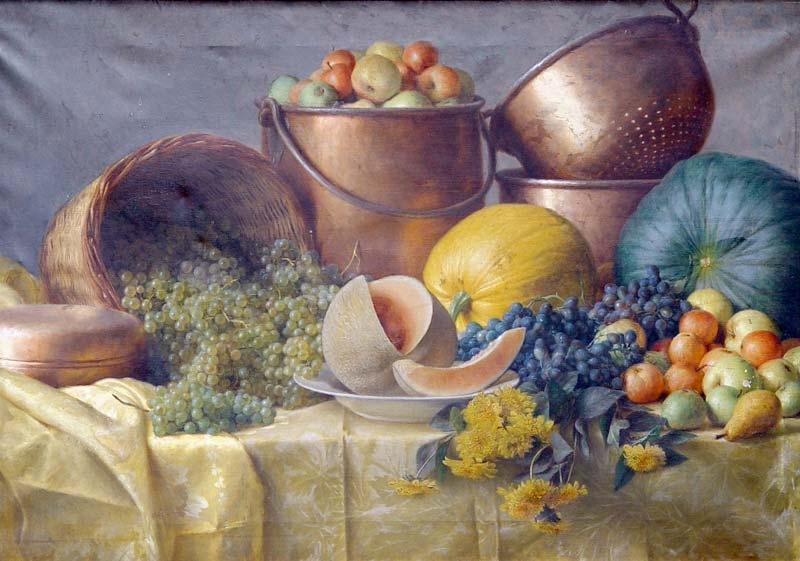
Zátiší
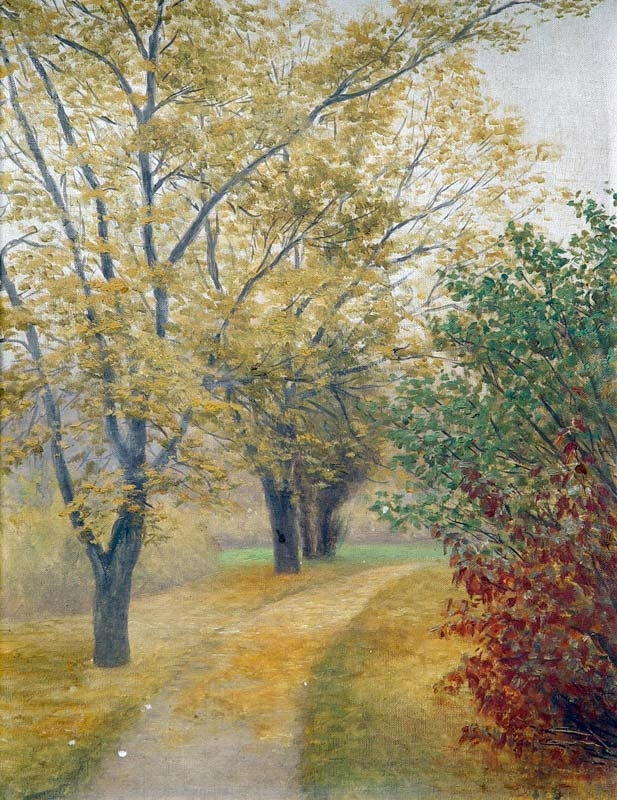
Zámecký park ve Slavkově